# Riser card

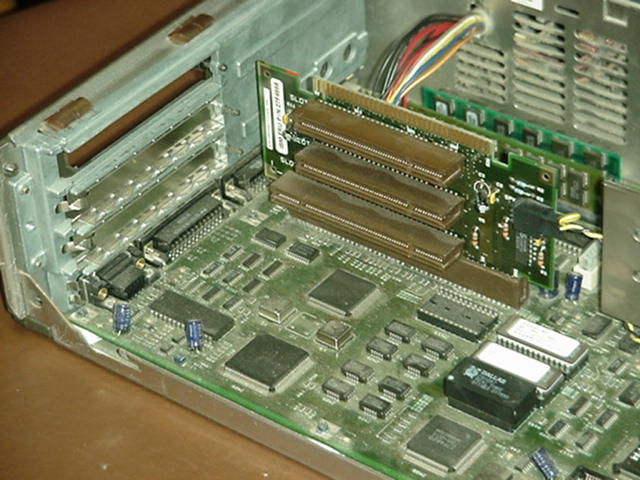
Una riser card en el interior de un IBM Personal System/2 Model 55-SX

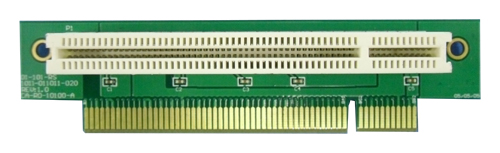
1U Riser Card de 1 ranura de 32 bits PCI

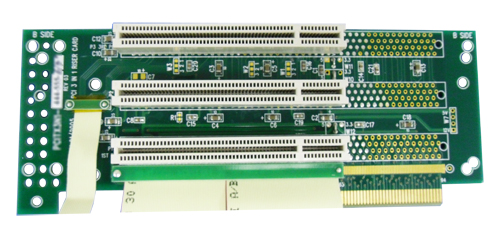
2U Riser Card de 3 ranuras de 32 bits PCI

Una riser card (a veces traducido como placa hija, tarjeta elevadora o tarjeta de ranuras en vertical, pero sin una traducción exacta) es un circuito impreso que recoge una multitud de líneas de señal (mayoritariamente buses informáticos y alimentación eléctrica) mediante un único conector, usualmente un conector de borde de tarjeta que se aloja en un slot de expansión de una placa base y distribuye dichas señales mediante los conectores dedicados presentes en su tarjeta. No obstante, existen también tarjetas que se comunican con la placa base mediante un conector de cable plano.
Las Riser cards se utilizan frecuentemente para permitir añadir tarjetas de expansión en un sistema en una caja de perfil bajo que no permite situar tarjetas de altura completa en vertical. Su momento de mayor auge es cuando las placas base de los compatible IBM PC era todas de tamaño Full AT o Baby AT y comienzan a aparecer las cajas de perfil bajo. Solo las grandes casas como IBM o Compaq podían abordar el desarrollo de placas base en formatos especiales, por lo que el ensamblador de clónicos recurría a una Riser Card, habitualmente situada en la ranura de Bus ISA central con tres conectores a un lado y dos en el otro. Este modelo perdura con las primeras apariciones del Bus PCI, pero la aparición del formato ATX y sus derivados, y sobre todo de las tarjetas de perfil bajo las relegan a un mercado secundario.

## Aplicaciones
Riser cards  se utilizan en servidores de montaje en bastidor y aplicaciones informáticas industriales. En sistemas de 1U y 2U, son integrados en el sistema para permitir la adición de tarjetas de expansión en posición horizontal (en lugar de una posición vertical estándar). Esto es debido a las limitaciones de altura de un sistema de 1U y 2U que son 1,75 pulgadas y 3,5 pulgadas, respectivamente. Por lo general, un sistema de 1U utiliza una riser card de una ranura mientras que un sistema de 2U utiliza una riser card de 3 ranuras.